# Ouabagenin
Ouabagenin, auch g-Strophanthidin, ist ein Steroid aus der Hydrolyse des Herzglykosids Ouabain, welches in Strophanthus gratus und Acokanthera ouabaio vorkommt.

## Struktur und Eigenschaften
Ouabagenin zählt strukturell zu den Cardenoliden, einer Gruppe von herzwirksamen Steroiden, die als gemeinsames Strukturmerkmal ein ungesättigtes γ-Lacton besitzen.